# Dean Koontz
Dean Ray Koontz (Everett, 9 luglio 1945) è uno scrittore statunitense, noto per i romanzi che possono essere indicativamente descritti come suspense thriller, ma che incorporano di frequente elementi di horror, fantascienza, giallo e satira.
All'inizio della sua carriera Koontz scrisse usando numerosi pseudonimi, mentre dagli anni ottanta ha pubblicato prevalentemente col proprio nome.

## Biografia
Koontz a Everett, in Pennsylvania, vive un'adolescenza difficile nella povertà e sotto gli abusi di un padre alcolizzato che lo porta presto ad amare la lettura, quasi per evadere con la fantasia da una dura realtà: nasce così il sogno di diventare scrittore. Già a otto anni comincia a scrivere e vendere i suoi lavori ai familiari.
Completa gli studi alla Shippensburg State College (ora Shippensburg University of Pennsylvania), dove si converte alla fede cattolica. La sua prima occupazione è in Appalachian Poverty Program, un programma di sostegno che si occupa di aiutare negli studi i bambini poveri. Il posto che occupa Koontz si è reso vacante perché il suo predecessore era stato aggredito dai bambini a cui insegnava, finendo in ospedale. Koontz è motivato e non si arrende. 
Il desiderio di diventare scrittore è sempre più forte. Comincia a scrivere la notte e nei fine settimana, anche quando in seguito abbandona il programma di sostegno e, dopo essersi laureato nel 1967, trova lavoro come insegnante d'inglese presso la Mechanicsburg High School di Mechanicsburg, in Pennsylvania.
È allora che sua moglie Gerda gli propone un patto: è disposta a mantenerlo per cinque anni purché diventi uno scrittore. Se non ci riuscirà in quel periodo di tempo, non ci riuscirà più. Koontz ci riesce e si afferma come scrittore, mentre la moglie abbandona il suo lavoro per gestire gli affari del marito.
Koontz, la moglie e il loro cane Trixie vivono nel Sud della California.

## Pseudonimi
Durante la sua carriera, Koontz ha usato diversi pseudonimi:
- David Axton
- Brian Coffey
- Deanna Dwyer
- K.R. Dwyer
- John Hill
- Leigh Nichols
- Anthony North
- Richard Paige
- Owen West
- Aaron Wolfe

## Opere

### Romanzi

#### SerieBlack Cat Mysteries/Mike Tucker
- Blood Risk, 1973 (pseudonimo "Brian Coffey")
- Surrounded, 1974 (pseudonimo "Brian Coffey")
- The Wall of Masks, 1975 (pseudonimo "Brian Coffey")

#### SerieMoonlight Bay
- L'uomo che amava le tenebre (Fear Nothing) 1998
- Tracce nel buio (Seize the Night) 1999
- Ride the Storm, Non ancora pubblicato

#### SerieOdd Thomas
- Il luogo delle ombre (Odd Thomas) 2003
- Nel labirinto delle ombre (Forever Odd) 2005
- Brother Odd 2006
- Odd Hours 2008
- Odd Interlude 2012
- Odd Apocalypse 2012
- Deeply Odd 2013
- Odd Thomas: You Are Destined to Be Together Forever 2014
- Saint Odd 2015

##### Odd Thomas - Romanzo a fumetti (prequel)
- In Odd We Trust 2008 (con Queenie Chan)
- Odd Is On Our Side 2010 (con Queenie Chan)
- House of Odd 2012 (con Queenie Chan)

#### SerieFrankenstein
- Frankenstein - L'immortale (Prodigal Son), 2005
- Frankenstein - La città dei dannati (City of Night), 2005
- Frankenstein - Le creature della notte (Dead and Alive), 2009
- Lost Souls 2010
- The Dead Town 2011

#### Makani Trilogy
- Last Light 2015
- Final Hour 2015
- Troubled Times 2018
- Darkest Desires: The Makani Trilogy 2018

#### SerieJane Hawk
- Il silenzio uccide (The Silent Corner) 2017
- La Notte Uccide (The Whispering Room) 2017
- The Bone Farm 2018
- L'Inganno Uccide (The Crooked Staircase) 2018
- Il buio uccide (The Forbidden Door) 2018
- La follia uccide (The Night Window) 2019

#### SerieCollezioni Senza Nome
- In the Heart of the Fire 2019
- Photographing the Dead 2019
- The Praying Mantis Bride 2019
- Red Rain 2019
- The Mercy of Snakes 2019
- Memories of Tomorrow 2019

#### Altri romanzi
- Jumbo-10 il Rinnegato (Star Quest) 1968
- Fear That Man 1969
- The Fall of the Dream Machine 1969
- La sinfonia delle tenebre (The Dark Symphony) 1969
- Hell's Gate 1970
- Soft Come the Dragons 1970
- Dark of the Woods 1970
- Beastchild 1970
- Nascita dell'Anti-uomo (Anti-Man) 1970
- Demon Child 1971 (con lo pseudonimo "Deanna Dwyer")
- The Crimson Witch 1971
- Legacy of Terror 1971 (con lo pseudonimo "Deanna Dwyer"[1]
- Spedizione verso il niente (Warlock) 1972
- Ladri di tempo (Time Thieves) 1972
- Starblood 1972
- Carne nella fornace (The Flesh in the Furnace) 1972
- Sonda mentale (A Darkness in My Soul) 1972
- Chase 1972 (con lo pseudonimo "K. R. Dwyer"[2] "ampiamente rivisitato" in Strange Highways"[2]
- Children of the Storm 1972 (con lo pseudonimo "Deanna Dwyer"[1]
- Dance with the Devil 1972 (con lo pseudonimo "Deanna Dwyer"[1]
- The Dark of Summer 1972 (con lo pseudonimo "Deanna Dwyer"[1]
- The Haunted Earth 1973
- Generazione Proteus (Demon Seed) 1973
- A Werewolf Among Us 1973
- In un incubo di follia (Shattered) 1973 (con lo pseudonimo "K. R. Dwyer"[2]
- Hanging On 1973
- Strike Deep 1974 (con lo pseudonimo "Anthony North"[1]
- After The Last Race 1974
- La pista dei mutanti (Nightmare Journey) 1975
- Sogno dentro sogno (The Long Sleep) 1975 (con lo pseudonimo "John Hill"[2]
- La CIA sotto la pelle (Dragonfly) 1975 (con lo pseudonimo "K. R. Dwyer"[1]
- Invasion 1975 con lo pseudonimo "Aaron Wolfe",[1] rivisto e riedito come Winter Moon nel 1994
- Morsa di ghiaccio (Prison of Ice) 1976 con lo pseudonimo "David Axton"[2]
- Quando scendono le tenebre (Night Chills) 1976
- Il volto della paura (The Face of Fear) 1977 con gli pseudonimi "Brian Coffey"[2] e "K. R. Dwyer"[1]
- Visioni di morte (The Vision) 1977
- In fondo alla notte (The Key to Midnight) 1979 con lo pseudonimo "Leigh Nichols",[2] rivisto e riedito nel 1995
- Il tunnel dell'orrore (The Funhouse) 1980 con lo pseudonimo "Owen West"[2]
- Sussurri (Whispers) 1980
- La voce della notte (The Voice of the Night) 1980 con lo pseudonimo "Brian Coffey"[2]
- Abisso (The Eyes of Darkness) 1981 con lo pseudonimo "Leigh Nichols"[1], rivisto leggermente e riedito nel 1989 con il proprio nome
- The Mask 1981 con lo pseudonimo "Owen West"[1]
- La casa del tuono (The House of Thunder) 1982 con lo pseudonimo "Leigh Nichols"[1]
- Phantoms! (Phantoms) 1983
- Darkfall 1984 Inizialmente intitolato Darkness Comes
- Twilight 1984 con lo pseudonimo "Leigh Nichols"[1] anche noto come The Servants of Twilight
- Là fuori, nel buio (Twilight Eyes) 1985
- Incubi (The Door to December) 1985 con lo pseudonimo "Richard Paige"[2] anche come "Leigh Nichols"[2]
- Strangers (Strangers) 1986
- Mostri (Watchers) 1987
- Ombre di fuoco (Shadow Fires) 1987 con lo pseudonimo "Leigh Nichols"[1]
- Lampi (Lightning) 1988
- Oddkins: A Fable for All Ages  1988
- Mezzanotte (Midnight)  1989
- Il posto del buio (The Bad Place)  1991
- Fuoco freddo (Cold Fire) 1992
- Cuore nero (Hideaway)  1992
- Le lacrime del drago (Dragon Tears)  1993
- La notte del killer (Mr. Murder)  1993
- Winter Moon  1994 Riscritto da Invasion
- Il fiume nero dell'anima (Dark Rivers of the Heart)  1994
- Icebound  1995 Revisionato da Prison of Ice.
- Strange Highways  1995 Rivisto 1995; include la versione ampiamente rivista di Chase"[2]
- Intensity (Intensity)  1995
- Ticktock  1996
- Sopravvissuto (Sole Survivor)  1997
- Falsa memoria (False Memory)  1999
- Il cattivo fratello (From the Corner of His Eye)  2000
- L'ultima porta del cielo (One Door Away from Heaven)  2001
- By the Light of the Moon  2002
- Il volto (The Face)  2003
- The Taking  2004
- Life Expectancy  2004
- Velocity (Velocity)  2005
- Il marito (The Husband)  2006
- Il bravo ragazzo (The Good Guy)  2007
- The Darkest Evening of the Year 2007
- Il tuo cuore mi appartiene (Your Heart Belongs to Me) 2008
- Senza tregua (Relentless)  2009
- Breathless  2009
- Darkness Under the Sun  2010
- What the Night Knows  2010
- The Moonlit Mind  2011
- 77 Shadow Street  2011
- Wilderness  2013
- Innocence  2013
- The Neighbor  2014
- The City  2014
- Ashley Bell  2015
- Ricochet Joe 2018
- Devoted  2020
- Il codice (Elsewhere)  2020

### Saggi e presentazioni
1. "Of Childhood" (Reflector, 1966)
2. "Ibsen's Dream" (Reflector, 1966)
3. Introduction to Great Escapes: New Designs for Home Theaters di Theo Kalomirakis (15 ottobre 2003). ISBN 9607037456.
4. Foreword to Love Heels: Tales from Canine Companions for Independence (1º ottobre 2003)
5. Foreword to A Rat Is a Pig Is a Dog Is a Boy: The Human Cost of the Animal Rights Movement di Wesley J. Smith (Aprile 2009)
6. Foreword to The Girl, the Gold Watch & Everything di John D. MacDonald (2014, Trade Paperback Edition)

### Racconti
(I racconti fino a "Where No One Fell" sono apparsi per la prima volta in "The Reflector", una rivista pubblicata dalla Shippensburg University, Pennsylvania, quando Koontz era uno studente)
- This Fence (1965)
- The Kittens (1965) (successivamente rivisitato [1966] come "Kittens") in Strange Highways
- Of Childhood (1965)
- A Miracle is Anything (1966)
- Cloistered Walls (1966)
- Flesh (1966)
- For a Breath I Tarry (1966)
- Hey, Good Christian (1966)
- Holes (1966)
- It (1966)
- I've Met One (1966)
- Mold in the Jungle (1966)
- Sam: the Adventurous Exciting Well-traveled Man (1966)
- Some Disputed Barricade (1966)
- Something About This City (1966)
- The Rats Run (1966)
- The Standard Unusual (1966)
- Where No One Fell (1967)
- Soft Come the Dragons (1967) rp in Soft Come the Dragons
- To Behold the Sun (1967) rp in Soft Come the Dragons
- Little Goody Two-Shoes Chapter One (1967; in "SF Opinion #4" (Dean Koontz fanzine))
- Little Goody Two-Shoes Chapter Two (1967; in "SF Opinion #5" (Dean Koontz fanzine))
- Love 2005 (1968)
- A Darkness in My Soul (1968) rp in Soft Come the Dragons. Expanded into A Darkness in My Soul
- The Psychedelic Children (1968) rp in Soft Come the Dragons
- The Twelfth Bed (1968) rp in Soft Come the Dragons
- Dreambird (1968)
- Glunk (1969; in "SF Opinion #7" (Dean Koontz fanzine, special Vaughn Bode issue)); based on Bode's comic strip "Junkwaffel"
- Little Goody Two-Shoes Chapter Three (1969; in "SF Opinion #7" (Dean Koontz fanzine))
- Whoop, the Dead Gerkle (1969; in "SF Opinion #7" (Dean Koontz fanzine)
- In the Shield (1969) combined with "Where the Beast Runs" as Fear That Man

1. Il tempio della sofferenza (Temple of Sorrow) (1969)

- Killerbot! (1969)[3] rp in Soft Come the Dragons as "A Season for Freedom". Revised and re-issued in 1977.
- The Face in His Belly Part One (1969)
- Where the Beast Runs (1969) combined with "In the Shield" as Fear That Man
- Dragon In the Land (1969) in Soft Come the Dragons
- The Face in His Belly Part Two (1969)
- La musa ispiratrice (Muse) (1969) [a "Leonard Chris" story]
- A Third Hand (1970) rp in Soft Come the Dragons. Expanded as Starblood.
- The Good Ship Lookoutworld (1970)
- Unseen Warriors (1970)

1. Il mistero della sua carne (The Mystery of His Flesh) (1970) espanso in Nascita dell'anti-uomo

- Beastchild (1970) expanded as Beastchild
- The Crimson Witch (1970) slightly expanded as The Crimson Witch
- Shambolain (1970)
- Nightmare Gang (1970)
- Emanations (1970)
- Bruno (1971) [a Jake Ash story] revised rp in Strange Highways
- The Terrible Weapon (1972)
- Cosmic Sin (1972) [a Jake Ash story]
- Altarboy (1972)
- Ollie's Hands (1972) {revised and re-issued in 1987} rp in Strange Highways
- A Mouse in the Walls of the Global Village (1972; in Again, Dangerous Visions; in the original Afterword, Koontz mentions having written Hung,"set in the hippie subculture of a small university",[4] which tried to show that Marshall McLuhan's concept of the global village was "on the right track" and that "our world was already being compressed"; his novel, The Fall of the Dream Machine, and stories, 'A Dragon in the Land', and 'A Mouse..' were extrapolations of the concept.
- Grayworld (1973) expanded as The Long Sleep as by John Hill
- The Sinless Child (1973)
- Wake Up To Thunder (1973)
- Terra Phobia (1973)

1. Undercity, o la città della mafia (The Undercity (1973)
2. Noi tre (We Three) (1974) revised rp in Strange Highways

- Night of the Storm (1974) {re-issued as a graphic novel in 1976} revised in Strange Highways
- Down in the Darkness (1986) rp in Strange Highways
- Weird World (1986)
- Lo scippatore (Snatcher) (1986) rp in Strange Highways
- The Monitors of Providence {collaboration} (1986)
- The Black Pumpkin (1986) rp in Strange Highways
- The Interrogation (1987)
- Hardshell (1987) revised rp in Strange Highways
- Miss Attila the Hun (1987) rp in Strange Highways
- Twilight of the Dawn (1987) rp in Strange Highways
- Graveyard Highway (1987)
- Trapped (1989) {re-issued as a graphic novel in 1992} rp in Strange Highways
- Strange Highways (1995) short story that appears in the collection Strange Highways
- Santa's Twin (1996)
- Pinkie (1998)
- Black River (2000)
- Darkness Under the Sun (2010)
- The Moonlit Mind (2011)[5]
- Odd Interlude (2012)
- Wilderness (2013)
- The Neighbor (2014)
- Odd Thomas: You Are Destined to Be Together Forever (2014)
- Last Light (2015)
- Final Hour (2015)
- Ricochet Joe (2017)
- The Bone Farm (2018)
- Troubled Times (2018)
- In the Heart of the Fire (2019)
- Photographing the Dead (2019)
- The Praying Mantis Bride (2019)
- Red Rain (2019)
- The Mercy of Snakes (2019)
- Memories of Tomorrow (2019)

### Non-fiction
- How to Write Best Selling Fiction (1981)
- Writing Popular Fiction (1972)
- Io e Trixie - La mia magica vita con un cane speciale (A Big Little Life: A Memoir of a Joyful Dog Named Trixie) (2009)

## Filmografia
Film tratti dai romanzi di Koontz:
- 1977 Viaggio di paura (Les passagers) da In un incubo di follia
- 1977 Generazione Proteus (Demon Seed) da Generazione Proteus
- 1988 Alterazione genetica (Watchers) da Mostri
- 1990 Alterazione genetica II (Watchers II) Sequel del film Alterazione genetica
- 1990 Visioni assassine (The Face of Fear) da Il volto della paura, Film televisivo
- 1990 Sussurri (Whispers) da Sussurri
- 1991  Joey deve fuggire (Servants of Twilight) da The Servants of Twilight
- 1994 Watchers III da Mostri Sequel del film Alterazione genetica II
- 1995 Premonizioni (Hideaway) da Cuore nero
- 1997 Intensity da Intensity Film televisivo
- 1998 Phantoms (Phantoms) da Phantoms! ||
- 1998 Watchers Reborn da Mostri Sequel del film Watchers III
- 1998 Mr. Murder da La notte del killer Film televisivo
- 2000 L'altra dimensione (Sole Survivor) da Sopravvissuto Film televisivo
- 2001 Black River da Black River Film televisivo
- 2004 The Lab (Frankenstein) da Frankenstein - L'immortale Film televisivo
- 2013 Il luogo delle ombre (Odd Thomas) da Il luogo delle ombre